# Salvador Allende, Tabasco
Salvador Allende är en ort i Mexiko.   Den ligger i kommunen Nacajuca och delstaten Tabasco, i den sydöstra delen av landet, 700 km öster om huvudstaden Mexico City. Salvador Allende ligger 4 meter över havet och antalet invånare är 433.
Terrängen runt Salvador Allende är mycket platt. Runt Salvador Allende är det tätbefolkat, med 356 invånare per kvadratkilometer. Närmaste större samhälle är Nacajuca, 2,2 km nordost om Salvador Allende. Trakten runt Salvador Allende består till största delen av jordbruksmark.